# Brevipalpus zempoalensis
Brevipalpus zempoalensis är en spindeldjursart som beskrevs av Baker och James P. Tuttle 1987. Brevipalpus zempoalensis ingår i släktet Brevipalpus och familjen Tenuipalpidae. Inga underarter finns listade.